# Шабалин, Яков Семёнович
Яков Семёнович Шабалин (1869 — ?) — крестьянин, депутат Государственной думы II созыва от Вятской губернии.

## Биография

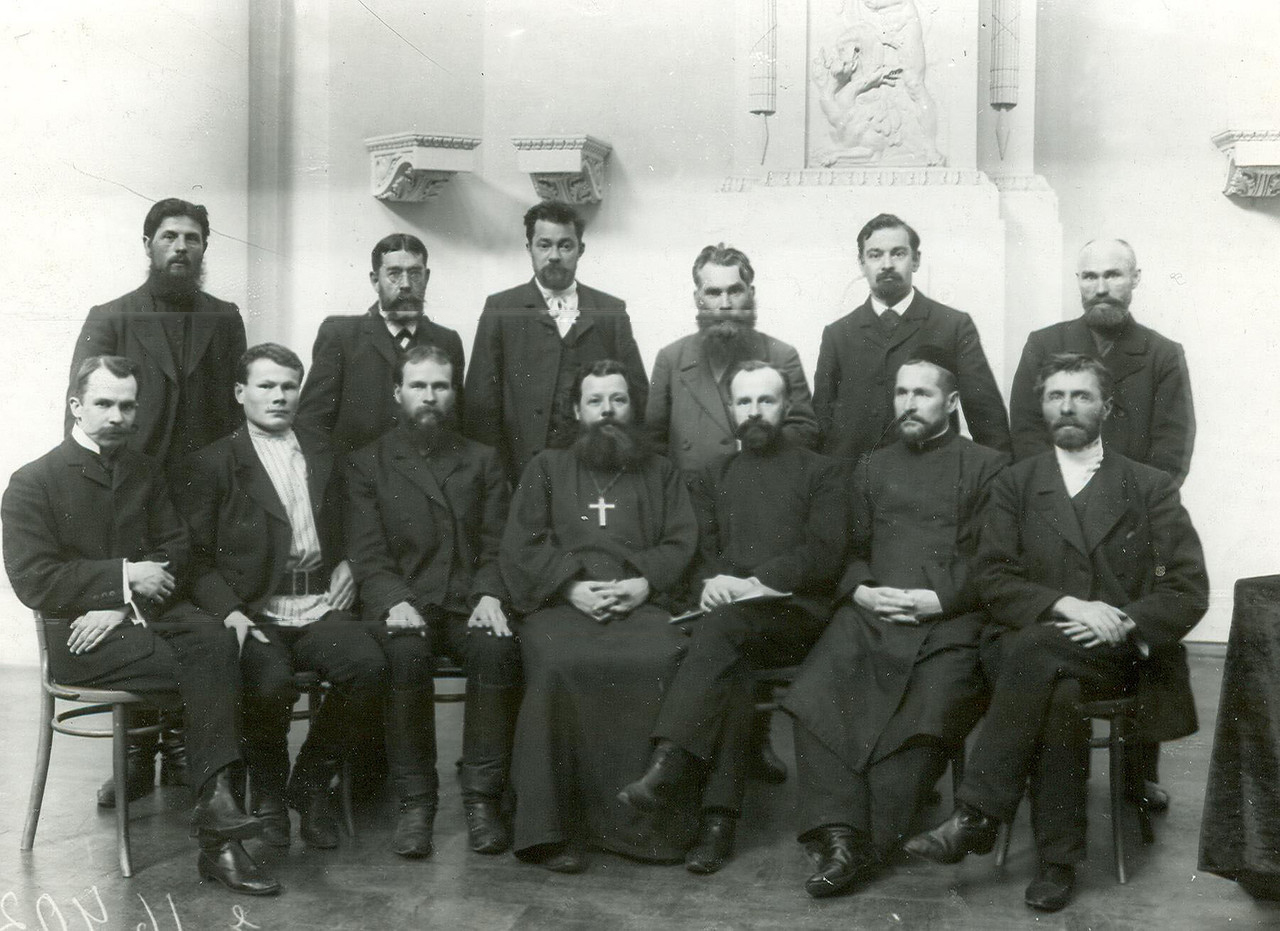
Депутаты II Государственной Думы от Вятской губернии.
Стоят: И. А. Наумов, А. В. Бодров, М. Г. Зайцев, В. А. Вахрушев, Н. В. Алашеев, В. И. Шешин;
Сидят: С. Н. Салтыков, Л. А. Ефремов, Я. С. Шабалин, Ф. В. Тихвинский, Д. И. Деларов, Х. А. Масагутов, И. Л. Финеев

Крестьянин из деревни Жуковляны Котельничского уезда Вятской губернии, а по другим сведениям — из деревни Ронжинской Молосниковской волости того же уезда. Окончил народную школу. Состоял в партии социалистов-революционеров. Занимался земледелием.
14 февраля 1907 года избран в Государственную думу II созыва от общего состава выборщиков Вятского губернского избирательного собрания. Вошёл в состав Трудовой группы, фракцию Крестьянского союза и группу Социалистов-революционеров. Участвовал в прениях по вопросу о содержании срочных пароходных сообщений по реке Лена.
Дальнейшая судьба и дата смерти неизвестны.

### Архивы
- Российский государственный исторический архив. Фонд 1278. Опись 1 (2-й созыв). Дело 486; Дело 601. Лист 2.